# 东北新社
东北新社（日语：株式会社東北新社）是一家制作和发行电影、进口和发行外国电视片、翻译字幕和配音、制作电视节目和广告，以及从事销售推广、活动制作和卫星广播的日本公司（综合视频制作公司），总部位于东京港区赤坂。

## 简介
以制作外国电影的日语版本而闻名，是日本最大的制片商。其日语名称“東北新社”源于其创始人植村伴次郎出生于秋田县东泷泽村的事实。该公司在JASDAQ证券交易所上市，股票代码为2329。
该公司曾买下动画《宇宙戰艦大和號》的著作權，从1990年代到2000年代中期持有《雷鸟神机队》的日本授权，并为迪士尼動畫電影制作日语配音版本，如Disney+上的由HALF H・P STUDIO配音的《米老鼠的奇妙世界》。